# Пандуру, Басараб
Басараб Пандуру (рум. Basarab Panduru; род. 11 июля 1970) — румынский футболист, выступавший на позиции полузащитника за сборную Румынии; тренер.

## Клубная карьера
Басараб Пандуру начинал свою карьеру футболиста в румынском клубе «Решица», выступая в Дивизии B. В 1991 году он перешёл в «Стяуа», с которым трижды выигрывал национальный чемпионат.
В 1995 году Пандуру стал футболистом португальской «Бенфики». 26 августа того же года он дебютировал в Примейре, выйдя в основном составе в гостевом поединке против «Тирсенсе». В самом начале второго тайма этого матча румын забил гол, оказавшийся в итоге единственным и победным. В феврале 1996 года он до конца сезона был отдан в аренду швейцарскому «Ксамаксу». В 1998 году Пандуру стал футболистом «Порту», но за эту команду провёл лишь несколько игр. В сезоне 1999/00 румын на правах аренды играл за другой клуб из Порту «Салгейруш».

## Карьера в сборной
12 февраля 1992 года Басараб Пандуру дебютировал за сборную Румынии в гостевом товарищеском матче против команды Греции, выйдя в основном составе. 22 сентября 1993 года он забил свой первый и единственный гол за национальную сборную, оказавшийся единственным и победным в домашней товарищеской игре с Израилем.
Пандуру был включён в состав сборной Румынии на чемпионат мира по футболу 1994 года в США, где сыграл в двух матчах: группового этапа с Швейцарией и 1/4 финала со Швецией.

## Достижения
«Стяуа»
- Чемпион Румынии (3): 1992/93, 1993/94, 1994/95
- Обладатель Кубка Румынии (1): 1991/92
- Обладатель Суперкубка Румынии (2): 1994, 1995

 «Бенфика»
- Обладатель Кубка Португалии (1): 1995/96

 «Порту»
- Чемпион Португалии (1): 1998/99
- Обладатель Суперкубка Португалии (2): 1999

Личные
- Почётный гражданин Бухареста: 1994[7]
- Орден «За спортивные заслуги» III степени I типа (2008)[8]